# Saraca tubiflora
Saraca tubiflora är en ärtväxtart som beskrevs av W.J.de Wilde. Saraca tubiflora ingår i släktet Saraca och familjen ärtväxter. Inga underarter finns listade i Catalogue of Life.